# Oathbreaker
Oathbreaker — бельгийская блэкгейз-группа из Фландрии, основанная в 2008 году и в настоящее время выпускающаяся на Deathwish Inc. В состав группы входят гитаристы Леннарт Босу и Жиль Демолдер, барабанщик Вим Копперс (который заменил Иво Дебрабандере в 2016 году) и вокалистка Каро Танге, которая использует как скриминг, так и чистый вокал. Oathbreaker — часть творческого объединения «Church of Ra» (с англ. — «Церковь Ра»), основанного Amenra, наряду с другими группами, такими как The Black Heart Rebellion, Wiegedood и DehnSora.
После одноимённого мини-альбома, Oathbreaker выпустили три студийных альбома: Mælstrøm (2011), Eros/Anteros (2013) и Rheia (2016).

## История

### Формирование и ранние годы
Жиль и Каро были друзьями детства и познакомились, когда Каро было 14 лет. Со временем дуэт встретил Леннарта Боссу и сформировал группу, которая играла на бельгийской хардкор-сцене, выступая вживую с такими группами, как Rise and Fall. В течение времени их стиль постепенно менялся, пока они не расстались со своим барабанщиком. В 2008 году группа встретили Иво Дебрабандере и превратились в то, что впоследствии станет Oathbreaker, написав и выпустив свой дебютный мини-альбом в 2008 году.

### Дебютный альбом и первые туры (2008—2012)
В течение следующих двух лет группа начала сочинять материал для их дебютного альбома, Mælstrøm, приходя на репетиции с небольшими фрагментами и идеями для песен, комбинируя их вместе. Перед выходом альбома Леннарт Босу сказал в интервью: «Это единственный способ, которым мы умеем писать песни, хотя я уверен, что есть более быстрые способы». Осенью 2010 года группа встретилась с Майклом Нейтом и Ландером Клюизом для записи альбома и с Куртом Баллоу для его сведения. Не имея отдельного места для записи, альбом был записан в нескольких студиях и спальнях. В июле 2011 года альбом был выпущен на лейбле Thirty Days To Nights Records, вызвал небольшой отклик прессы, собрав рецензии с оценками от выше среднего до восторженных. Большинство отзывов пришли к единому мнению, что у группы большое будущее. Затем группа провела вторую половину 2011 года и 2012 год в туре по Германии с итальянской группой Hierophant, а также по Северной и Восточной Европе с Rise and Fall и The Secret. В 2012 году они начали свой первый тур по США на восточном побережье, а затем вернулись в Европу, чтобы начать работу над вторым альбомом.

## Музыкальный стиль
Эклектичный стиль Oathbreaker ассоциируется с различными жанрами в области панк-рока, хэви-метала и авангардной музыки, включая блэк-метал, постхардкор, хардкор-панк, пост-метал, пост-блэк-метал, скримо, металкор, краст-панк, ди-бит, сладж-метал, шугейзинг, и пост-рок. Их сравнивали с Cobalt и Ghost Bath, а также с товарищами по лейблу Deathwish Inc. Deafheaven, Converge, Touché Amoré, Loma Prieta и Planes Mistaken for Stars.

## Состав
Текущий
- Леннарт Боссу — гитара (2008 — настоящее время)
- Жиль Демольдер — гитара, бас-гитара (2008 — настоящее время)
- Каро Танге — вокал[1] (2008 — настоящее время)
- Вим Копперс — ударные (2016 — настоящее время)

Бывший
- Иво Дебрабандере — ударные (2008—2016)[15]

## Дискография

### Студийные альбомы
- Mælstrøm (2011)[1]
- Eros/Anteros (2013)
- Rheia (2016)[1]

### EP
- Oathbreaker (2008)
- Amenra/Oathbreaker — Brethren Bound by Blood 3/3 (2011)
- An Audiotree Live Session (2016)

### Синглы
- «Ease Me» (2020)

### Концертные альбомы
- Live at Vooruit (2015)

### Сборники
- Metal Swim 2 (2019)[16]

### Видеоклипы
| Год     | Название                     | Режиссёр                   |
| ------- | ---------------------------- | -------------------------- |
| 2011 г. | «Origin»                     |                            |
| 2011 г. | «Glimpse Of The Unseen»      | Олли Бери                  |
| 2013    | «No Rest For The Weary»      | Йерун Милл и Фабрис Пэрент |
| 2016 г. | «10:56» / «Second Son of R.» | Йерун Милл и Фабрис Пэрент |
| 2016 г. | «Immortals»                  | Йерун Милл и Фабрис Пэрент |